# Semiotus ligneus
Semiotus ligneus is een keversoort uit de familie van de kniptorren (Elateridae). De wetenschappelijke naam van de soort is gepubliceerd in 1767 door Linnaeus.